# АЕГОН Интернешънъл 2013
АЕГОН Интернешънъл 2013 е турнир, провеждащ се в британския град Истборн от 17 до 22 юни. Това е 5-ото издание от ATP Тур и 39-ото от WTA Тур. Турнирът е част от сериите 250 на ATP Световен Тур 2013 и категория Висши на WTA Тур 2013.

## Сингъл мъже
- Фелисиано Лопес побеждава  Жил Симон с резултат 7 – 6(7 – 2), 6 – 7(5 – 7), 6 – 0.
- Това е трета титла за Лопес в кариерата му, първата от 2010 г. насам и първата му на тревни кортове.

## Сингъл жени
- Елена Веснина побеждава  Джейми Хемптън с резултат 6 – 2, 6 – 1.
- Това е втората титла на Веснина за годината и втора в кариерата ѝ, след като спечели и турнира Муриля Хобарт Интернешънъл 2013 в началото на 2013 г.
- Това е първи финал на ниво WTA за Хемптън.

## Двойки мъже
- Александър Пея /  Бруно Соарес побеждават  Колин Флеминг /  Джонатан Мари с резултат 3 – 6, 6 – 3, [10 – 8].

## Двойки жени
- Надя Петрова /  Катарина Среботник побеждават  Моника Никулеску /  Клара Закопалова с резултат 6 – 3, 6 – 3.